# Wildman River West Branch
Der Wildman River West Branch ist ein Fluss im Norden des australischen Northern Territory.
Er führt nicht das ganze Jahr über Wasser, sondern wird in der Trockenzeit zu einer Reihe von Wasserlöchern.

## Geografie
Der Fluss entspringt in der Nähe der Einmündung Old Jim Jim Road in den Arnhem Highway im Westen des Kakadu-Nationalparks. Von dort fließt er nach Nordosten und quert den Arnhem Highway. Etwa zehn Kilometer nördlich dieser Straße bildet er zusammen mit dem Wildman River East Branch den Wildman River.